# 어깨위동맥
어깨위동맥(suprascapular artery) 또는 견갑상동맥(肩胛上動脈)은 목의 동맥으로 갑상목동맥의 가지이다.

## 구조
시작 지점에서는 앞목갈비근과 가로막신경을 가로질러 아래가쪽으로 주행하며, 목빗근으로 덮여 있다. 그 후 빗장밑동맥과 팔신경얼기를 가로질러 뒤쪽으로 가며 빗장뼈와 빗장밑근과 나란히, 어깨목뿔근 아래힘살의 아래쪽에 놓여 있다. 이후에는 대개 위가로어깨인대를 넘어가는데, 일부에서는 위가로어깨인대 아래쪽의 어깨위패임을 지나간다.
다음에는 어깨뼈의 가시위오목으로 들어간다. 어깨뼈에 가까이 주행하면서 어깨위동맥은 가시위근 아래의 어깨위관을 지나가며 가지를 내어 혈액을 공급한다.
그 후 어깨뼈목의 뒤쪽에서 큰어깨패임을 통해 아래로 내려가며, 이 부분에서는 아래가로어깨인대에 덮여 있다. 아래로 내려간 뒤에는 가시아래오목에 이른 후 가시아래근에 분포한다. 여기서는 가로목동맥의 내림가지인 등쪽어깨동맥, 그리고 어깨휘돌이동맥과 문합한다.

## 기능
어깨위동맥은 목빗근과 빗장밑근에도 가지를 내어 분포하지만, 목빗근에 혈액을 공급하는 주된 동맥은 뒤통수동맥과 위갑상동맥이며 빗장밑근의 주된 동맥은 가슴봉우리동맥이다. 또한 이웃한 근육들에도 혈액을 공급한다. 어깨위동맥에서 나온 복장위가지(suprasternal branch)는 빗장뼈의 복장끝을 가로질러 위쪽 가슴의 피부에 이른다. 봉우리가지(acromial branch)는 등세모근을 관통하여 어깨뼈봉우리를 덮는 피부에 혈액을 공급하고, 가슴봉우리동맥과 문합한다.
어깨위동맥은 위가로어깨인대 위로 지나가기 때문에 어깨뼈밑오목으로 가지를 보내는데, 어깨밑근 아래에서 다시 분지하여 어깨밑동맥, 등쪽어깨동맥과 문합한다. 또한 봉우리빗장관절과 어깨관절로의 관절가지, 빗장뼈로의 영양동맥도 낸다.

## 참고 문헌
이 문서는 현재 퍼블릭 도메인에 속하는 그레이 해부학 제20판(1918) page 582의 내용을 기초로 작성된 글이 포함되어 있습니다.
1. ↑  “Chapter 8: THE SHOULDER AND AXILLA”. 2017년 5월 31일에 원본 문서에서 보존된 문서. 2022년 11월 19일에 확인함.
2. ↑  “Scapular Region”. 2007년 1월 8일에 원본 문서에서 보존된 문서. 2022년 11월 19일에 확인함.
3. 1 2  Al-Redouan, Azzat; Holding, Keiv; Kachlik, David (2020). “"Suprascapular canal": Anatomical and topographical description andits clinical implication in entrapment syndrome”. 《Annals of Anatomy》 233: 151593. doi:10.1016/j.aanat.2020.151593. PMID 32898658.
4. ↑  Moore, Keith (2014). 《Clinically Oriented Anatomy》. Wolters-Kluwer. 716–718쪽. ISBN 978-1-4511-1945-9.